# Kalyna Roberge
Kalyna Roberge (* 1. Oktober 1986 in Saint-Étienne-de-Lauzon) ist eine kanadische Shorttrackerin.
Sie begann mit sieben Jahren mit Eisschnelllaufen und Shorttrack, startet für den Verein CPV Lévis und trainiert unter Sébastien Cros und Jeffrey Scholten in Montreal am Leistungszentrum. Seit dem Jahr 2002 startet Roberge bei internationalen Meisterschaften. Zunächst war sie vor allem im Juniorenbereich erfolgreich. Bei der Juniorenweltmeisterschaft 2004 wurde sie im Mehrkampf Achte, ihr bestes Einzelresultat erzielte sie mit Rang vier über 500 m. In der Saison 2004/05 debütierte Roberge im Weltcup. Sie errang bei der Juniorenweltmeisterschaft 2005 in Belgrad ihren ersten internationalen Titel, über 500 m war sie siegreich, über 1000 m gewann sie Silber, im Mehrkampf und mit der Staffel jeweils Bronze. Auch im Erwachsenenbereich schaffte sie in der Saison den Durchbruch. Bei der Weltmeisterschaft in Peking wurde sie mit der Staffel Weltmeisterin, bei der Teamweltmeisterschaft in Chuncheon gewann sie mit ihren Teamkolleginnen Bronze.
In der Saison 2005/06 stieß Roberge endgültig in die Weltspitze vor. Sie erreichte bei vier Weltcups zwei Podestplätze über 500 m und drei weitere mit der Staffel, darunter auch ihr erster Weltcupsieg. Bei der Weltmeisterschaft in Minneapolis gewann sie im Mehrkampf sowie über 500 m und 1000 m jeweils die Bronzemedaille, während sie in der Staffel Silber errang. Bei der Teamweltmeisterschaft in Montreal erreichte sie zudem Rang drei. Sie qualifizierte sich für die Olympischen Spiele in Turin und belegte über 500 m Rang vier, in der Staffel gewann sie mit Silber ihre erste olympische Medaille.
Die nacholympische Saison 2006/07 brachte Roberges erste Weltcupsiege in Einzelrennen, sie siegte über 500 m und 1000 m. Dazu holte sie mit der Staffel zwei weitere Podestplätze. Bei der Weltmeisterschaft in Mailand gewann sie das 500-m-Rennen und damit ihren einzigen Weltmeistertitel in einem Einzelrennen. Im Mehrkampf und mit der Staffel errang sie zudem Bronze, ebenso wie bei der Teamweltmeisterschaft in Budapest. In der Saison 2007/08 erreichte Roberge weitere sechs Weltcuppodestplätze. Sie baute bei der Weltmeisterschaft in Gangneung ihre imposante Medaillenbilanz aus, indem sie über 500 m und 1000 m Bronze gewann. Im Mehrkampf wurde sie Vierte. Auch bei der Teamweltmeisterschaft in Harbin gewann Roberge abermals Bronze. Die Saison 2008/09 verlief für Roberge weniger erfolgreich. Sie gewann bei der Weltmeisterschaft in Wien Bronze mit der Staffel, konnte sich in den Einzelrennen jedoch nicht auf vorderen Rängen platzieren. Bei der Teamweltmeisterschaft in Heerenveen wurde sie Vierte.
In ihrer letzten Saison 2009/10 erreichte Roberge drei weitere Podestplätze mit der Staffel und zwei weitere über 500 m. Sie bestritt in Vancouver ihre zweiten Olympischen Spiele. Über 500 m und 1000 m erreichte sie jeweils das Halbfinale und belegte die Ränge sechs und fünf. Über 1500 m wurde sie 13., in der Staffel aber konnte Roberge erneut die Silbermedaille gewinnen. Bei der Teamweltmeisterschaft in Bormio konnte Roberge ebenfalls Silber gewinnen. Sie startete abschließend noch bei der Weltmeisterschaft in Sofia und gewann über 500 m und mit der Staffel die Silbermedaille. Im Mehrkampf sowie über 1500 m und 3000 m wurde sie jeweils Fünfte. Nach der Saison zog sich Roberge ein Jahr lang vom Leistungssport zurück, um ihr Studium voranzutreiben. In der Saison 2011/12 kehrte sie ins kanadische Team zurück.